# 我與你的光年距離
《我與你的光年距離》（英語：Long for You，前名《雪姬》），2016年中國偶像劇，根據姜敬玉漫畫《雪姬》改編，由宋威龍、周雨彤、王以綸、高熙兒、王旭東領銜主演。由陳起賢擔任音樂監製。於2016年8月25日在廈門開機，同年10月殺青。
於2017年2月14日於樂視視頻首播。

## 故事大綱
一千年前，一位名為雪姬的女孩在一場意外中擁有了不死之身和不老的容顏，然而這異能卻成為了她的詛咒，讓她和自己所愛之人陰陽兩隔。千年過去，雪姬的心中仍然銘記著自己的愛人——萊恩山。雪姬經歷無盡的孤獨，終於在現代發現了與萊恩山長相酷似的顧世一。她想方設法待在顧世一身旁...

## 播出時間

### 首播
| 頻道     | 所在地 | 播映日期      | 播出時間          |
| -------- | ------ | ------------- | ----------------- |
| 樂視視頻 | 中国   | 2017年2月14日 | 每週二、週三10:00 |

## 演員表

### 主要演員
| 演員   | 配音   | 角色                         | 簡介                                                                                                  |
| 宋威龍 | 杨天翔 | 顧世一                       | 未出道的練習生 一開始覺得雪姫莫名其妙，卻沒想到自己不知不覺中喜歡上她了。知道雪姬有不老不死之身       |
| 宋威龍 | 杨天翔 | 萊恩山                       | 雪姬的相公 一介書生，知道那幫村民要殺了雪姬的時候而刺了雪姬一刀。                                     |
| 周雨彤 | 原音   | 李雪姬(柳雪姬、善愛、愛麗莎) | 擁有不老不死之身的女子 喜歡世一。在世一的出道發佈會受傷後，發現自己變成普通人了。                     |
| 王以綸 | 边江   | 李哲                         | 娛樂集團總裁 名義上的同父異母家人，喜歡雪姫。愛屋及烏，投資顧世一出道。因雪姬遭人陷害，協助從中斡旋。 |
| 王旭東 | 凌振赫 | 春山                         | 雪姬的好友 同樣身為富二代，知道雪姬的秘密，喜歡姜槐，最後和姜槐在一起。                               |
| 高熙兒 | 徐佳琦 | 姜槐                         | 編劇/雪姬的管家兼好友 發現了雪姬不老不死之身的秘密，喜歡春山，最後和春山在一起。                      |

### 其他演員
| 演員   | 配音   | 角色           | 簡介 |
| 張南   | 李诗萌 | 林貝拉(柳玉函) | 經紀公司董事長/雪姬千年同父異母的妹妹 因故被恩山拯救，至此喜歡恩山，出于對雪姫的忌妒與怨恨，千年以來，不斷設法找到她以報前仇。因覺得千年壽命無聊而殺害眾多生命，也是殺害李哲親生父母的兇手。最終，因再次殺人被抓，在獄中內臟自然衰竭而亡。 |
| 趙堯珂 |        | Lisa           | 春山前女友 |
| 郝藝陽 |        | 韓纓           | 鄭賢現任女友 之前喜歡顧世一。 |
| 東宇   |        | 民澤           | 顧世一的好友兼團員 |
| 陸路   |        | 泰厚           | 顧世一的好友兼團員 |
| 韓振國 |        | 陶德           | 雪姬的管家 知曉雪姬擁有不老不死之身。對雪姫忠心不二。 |
| 郭慧   |        | 張敏之         | 雪姬40年前的好友 雪姬在她30歲時曾經給過一次長生的機會，但她利用別人試血，導致其死亡。68歲那年，以幫忙姜槐還債為條件，換取姜槐的生日願望，想再次得到永生，被注血後死亡。但雪姬也因此事故，遭蒙訴訟纏身。                                    |
| 賁能進 |        | 李世宗         | 雪姬名義上的父親 知道雪姬擁有不老不死之身，身故前，將自身財產（百分之十），轉由雪姬完全繼承。 |
| 陳張敏 |        | 鄭賢           | 姜槐學長/韓纓現任男友 |

## 電視劇歌曲
| 曲別   | 歌名          | 演唱者 | 作詞   | 作曲   |
| 主題曲 | One More Time | 郭美美 | 禾斗   | 禾斗   |
| 片尾曲 | 剛剛好        | 薛之謙 | 薛之謙 | 薛之謙 |
| 插曲   | Fight For You | 王以綸 | 楊彤   | 何緢   |
| 插曲   | 銀河          | 汪蘇瀧 | 汪蘇瀧 | 汪蘇瀧 |
| 插曲   | 夢先生        | BY2    | 張敬豪 | 馮宣元 |

## 外部連結
- 我與你的光年距離的新浪微博